# TR-125
El TR-125 (en rumano: TR-125 "Tanc Românesc 125" - Tanque Rumano 125) es un tanque de batalla principal de desarrollo local basado en un rediseño del T-72 soviético hecho totalmente en Rumania, dadas las restrictivas leyes sobre el uso de licencias de armamento soviético y/o de otro origen. El número 125 en la designación hace alusión al cañón A555 de 125 mm diseñado y construido localmente sobre la base de su homólogo soviético. Ahora ha sido redesignado como P-125 (P por Prototipo).

## Historia
A finales de los años 70 y principios de los años 80 Rumania ordenó 30 T-72M desde la Unión Soviética. El gobierno local solicitó la licencia de producción del T-72 para su producción local. Al ser rechazada dicha petición por parte de las autoridades soviéticas, el gobierno comunista decide hacer algunas prácticas de ingeniería inversa sobre los existentes T-72.
El desarrollo y construcción de los prototipos se hizo entre 1984 a 1991. La torreta y el sistema del autocargador fueron desarrollados por ICSITEM (Instituto de Investigaciones Tecnológicas de Bucarest), mientras que el chasis fue diseñado por ACSIT–P 124 de la F.M.G.S. (en rumano: FMGS del acrónimo de Fabrica de Mașini Grele Speciale - Fábrica de Maquinarias Pesadas Especiales), que era una división de las Fábricas 23 de Agosto (ahora conocidas como FAUR) de Bucarest.
Se produjeron inicialmente tres prototipos entre 1987 y 1988, y las pruebas de desempeño se efectuaron hasta 1991. El ejército rumano nunca emplazó solicitud alguna para su producción, y el proyecto se cancelaría más tarde dadas las circunstancias del país por esa época. Los pocos prototipos ahora se mantienen en almacenamiento.

## Descripción

### Aspecto exterior
La suspensión original del T-72 fue modificada extensamente, pasando a tener 7 en vez de 6 ruedas, esto le permite al casco el ser estrechado un metro así como el albergar un motor más potente.

### Motorización
El motor es una versión altamente modificada de un motor alemán hecho bajo licencia; y que además se supone equipa al tanque rumano, y el cual le entrega cerca de 850-900 HP siendo la referencia del mismo la 8VSA3, que básicamente es una variante altamente modificada del motor montado en el TR-85.

### Armamento
Para su defensa frente a enemigos en tierra o en vuelo bajo se le instaló una ametralladora DShK, también se le dispuso algo de blindaje extra para proteger a su operador. El cañón es del calibre convencional dentro de las fuerzas armadas que seguían las directrices militares soviéticas, siendo similar al modelo ruso de 125 mm; valiéndole la redesignación de A555, su construcción se le encargaría a una planta que se construyó para únicamente la producción de cañones bajo licencia de tipo y calibre estándar soviético, (en rumano: Arsenal Reșița factory, Fábrica del Arsenal de Reșița).

### Blindaje
El blindaje se supone que es del tipo compuesto, estando armado en planchas, similar al blindaje de tipo Chobham británico. Como resultado de los numerosos cambios en su construcción y en el blindaje adicional para incrementar su protección, el peso total del tanque se elevó desde las 41,5 toneladas (estándar del T-72M) a cerca de 50 toneladas en la versión rumana, siendo ésta una de las variantes más protegidas, pero con los clásicos defectos que han destacado funestamente a todas las versiones del T-72 como su poca defensa frente a disparos de tanques similares, y su peligrosidad frente a un impacto en el anillo de la torreta, donde al alojarse la munición la haría volar por los aires en caso de un impacto en esta sección.

## Usuarios
- Rumania - El número exacto de los ejemplares producidos varia de acuerdo a la fuente: Se calcula que se construyeron entre 3 y 10 prototipos.

### Vehículos similares
- Tipo 99
- P'ookpong Ho
- M-95 Degman
- M1 Abrams
- Arjun
/ T-90 "Bhishma"
- /// Al-Hussein
- PT-91 Twardy
- Merkava
- Challenger 1
- T-90
- M-84

### Listas relacionadas
- Anexo:Carros de combate principal por generación